# Britannia Prima

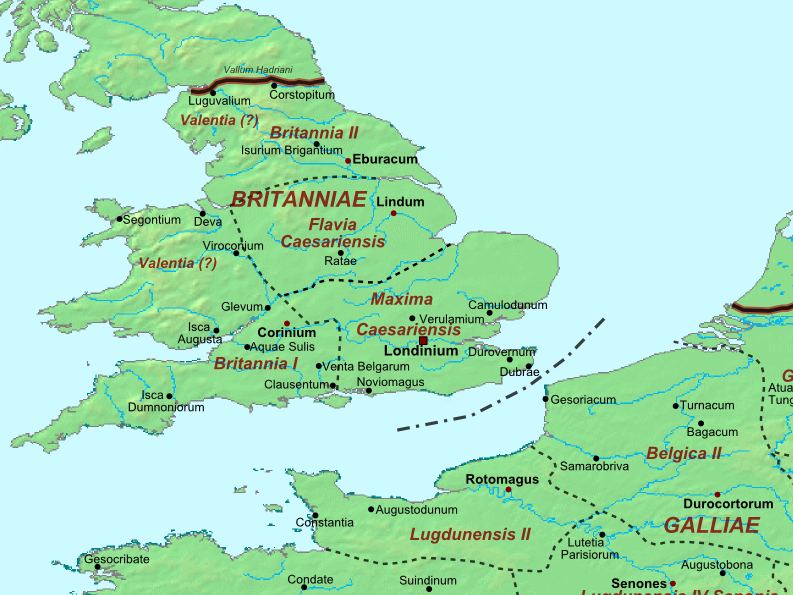
Emplacement possible de Britannia Prima comprenant le sud-ouest de l'Angleterre et le Pays de Galles.

Britannia Prima ou Britannia I (“Bretagne première” en latin) faisait partie des quatre provinces romaines du diocèse des Bretagnes créées durant la réforme de Dioclétien à la fin du IIIe siècle apr. J.-C. et comprenait l'actuel sud-ouest de l'Angleterre et le Pays de Galles. Sa capitale se trouvait dans le Corinium Dobunnorum, l'actuel Cirencester dans le comté du Gloucestershire.

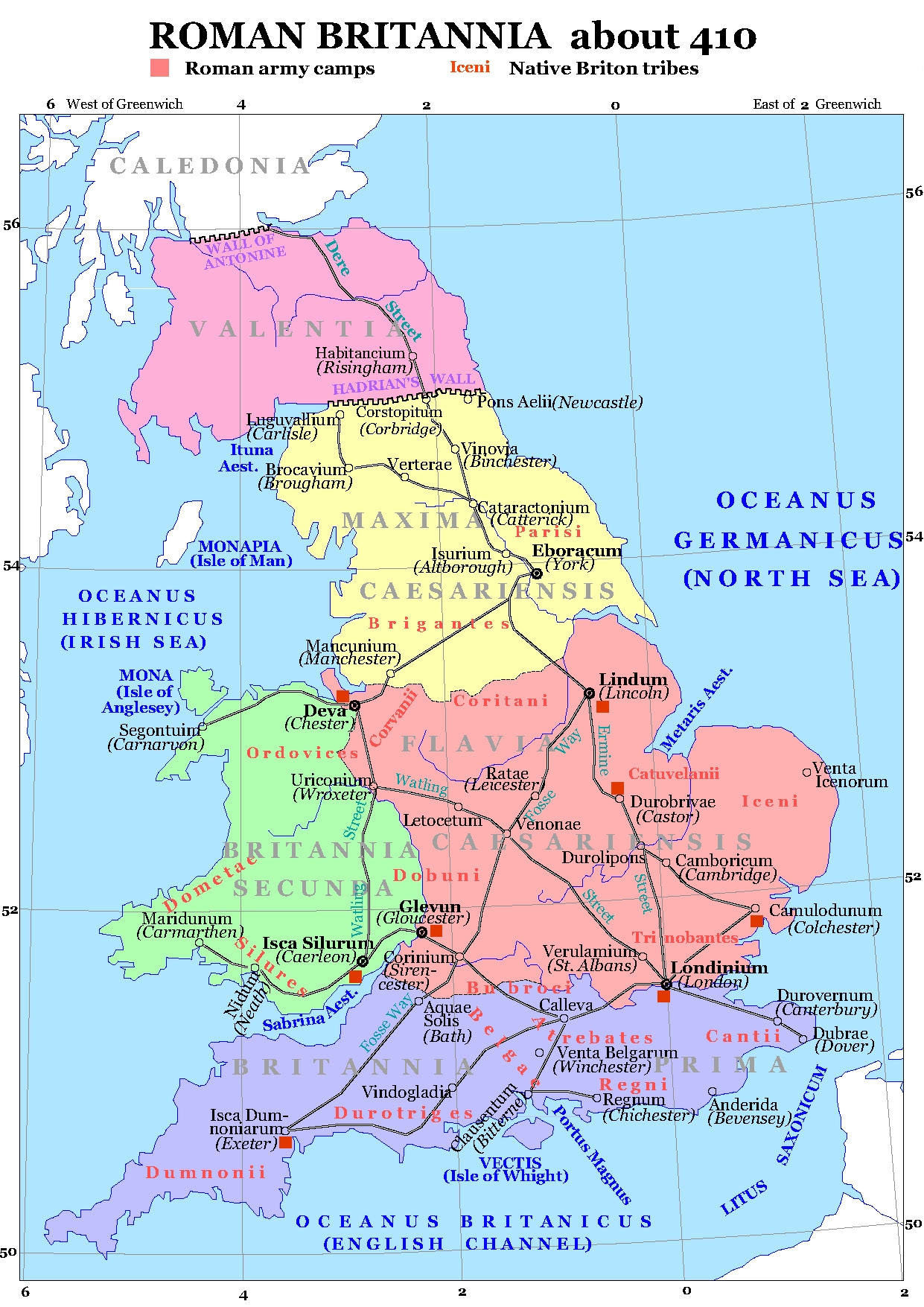
Bretagne romaine en 410

## Histoire
On trouve une énumération des provinces romaines du diocèse de Bretagne dans la liste de Vérone (vers 297 apr. J.-C.) et chez Rufius Festus (369 apr. J.-C.) : Britannia Prima (Bretagne Première), Britannia Secunda (Bretagne Seconde), Maxima Caesariensis et Flavia Caesariensis (Flavie césarienne). Le nom de Britannia Prima et l'emplacement de sa capitale sont attestées par une inscription retrouvée à Cirencester et datant probablement du règne de Julien.
Auparavant divisée en Britannia Superior (Bretagne supérieure) et Britannia Inferior (Bretagne inférieure), la province de Bretagne est réformée administrativement par l'empereur Dioclétien en 297 apr. J.-C. après que Constance Chlore a repris le territoire à l'usurpateur Allectus en 296 apr. J.-C.. Britannia Prima est formée à partir de Britannia Superior et Britannia Secunda à partir de Britannia Inferior. Le diocèse de Bretagne tombait alors sous les ordres du préfet des Gaules et le vicaire de Bretagne habitait probablement à Eburacum (York). Contrairement à Maxima Caesariensis qui est une province consulaire, Britannia Prima, Britannia Secunda et Flavia Caesariensis sont gérées par des gouverneurs (praeses).
Une riche collection de découvertes issues de cette province se trouve aujourd'hui au Corinium Museum (en) qui a ouvert en juin 2005 à Cirencester.